# Johannes Hoogendoorn

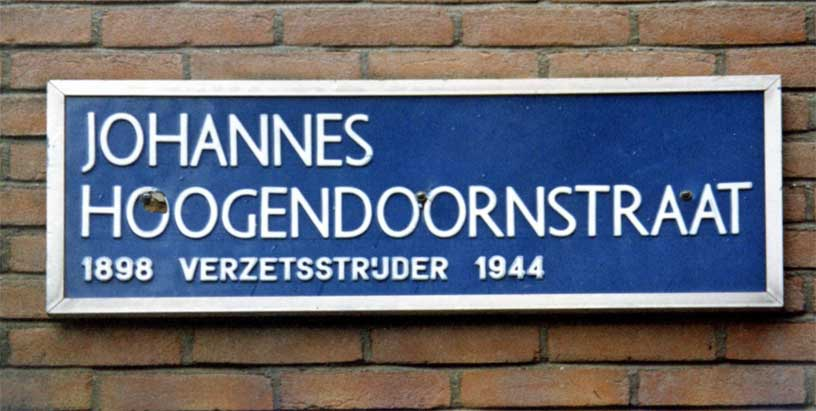
De Johannes Hoogendoornstraat te Haarlem

Johannes (Joop) Hoogendoorn (Haarlem, 21 december 1898 - Waalsdorpervlakte, 20 mei 1944) was een Nederlands verzetsstrijder en een drukker van illegale werken in de Tweede Wereldoorlog. Hij werd vanwege deze activiteiten gefusilleerd door de Duitsers.

## Leven en werk
Hoogendoorn, zoon van timmerfabrikant Pancras Hoogendoorn en Maria van der Kleijn, had een drukkerij in Haarlem. In de Tweede Wereldoorlog drukte hij diverse illegale publicaties, onder meer:
- Antinazi-aanplakbiljetten
- Twee manifesten: Wat te doen bij een Duitse nederlaag (elk in een oplage van 2000 exemplaren)
- Vervalste verlofpassen
- Het verzetsblad de Vonk van de Communistische Partij (zeker 30.000 exemplaren)
- Een fel getoonzette tegenbrochure van Johan Scheps op het geschrift van Dirk Jan de Geer, waarin de laatste zijn terugkeer uit Londen verdedigde en waarin hij aangaf geen heil te zien in een voortzetting van de oorlog tegen de Duitsers

Na 'verraad' van een verspreider van het blad, die door de Duitsers gemarteld en onder druk gezet was, kon de drukkerij van Hoogendoorn worden opgerold. Op 29 april 1943 werd Hoogendoorn gearresteerd door de Duitsers. Op 10 maart 1944 werd hij ter dood veroordeeld en op 20 mei 1944 gefusilleerd op de Waalsdorpervlakte.
Zijn zoon Ad, die bij de arrestatie van zijn vader nog geen negentien jaar was, werd eveneens gearresteerd en in Duitsland gevangengezet. Hij overleefde de oorlog.
Johannes Hoogendoorn kreeg postuum het Verzetsherdenkingskruis. Hij ligt begraven op de Eerebegraafplaats Bloemendaal.